# FM Towns Marty
FM Towns Marty fon la primera consola de joc de 32 bits, produïda per Fujitsu i comercialitzada —únicament al Japó— el 1993: amb un processador AMD Am386SX a 16 megahertzs, 2 megues de RAM, disquetera i lector de CD-ROMs a 1x, la Marty pertany a la línia d'ordinadors personals FM Towns, amb els quals és retrocompatible; malgrat el catàleg de jocs, alguns d'ells conversions fidels de jocs de recreativa, el preu i la falta de suport feu que Fujitsu la discontinuara dos anys després, la qual cosa hauria donat lloc a la «llei de Marty: si no continues traent productes, les vendes no pugen.» Encara que la Marty era percebuda com una consola infantil, la qual cosa contribuí al seu fracàs, el seu catàleg de jocs conté títols eroge i hentai.
Com a part de la línia Towns, la Marty compartix sistema operatiu (en japonés) i l'habilitat de reproduir directament els jocs del lector, però l'antiguitat de la tecnologia usada no era competidora ni per a les consoles de 16 bits —la Marty no usava totes les possibilitats audiovisuals del CD-ROM (només en la part musical) i, per tant, molts dels jocs oferits eren els mateixos disponibles per a les altres consoles— ni per als ordinadors de NEC ni, un poc més avant, per als PC de Windows 95.
El major atractiu de la Marty era el seu catàleg, procedent de la línia d'ordinadors i, per tant, en disquet; el lector de compactes, llavors un avanç tecnològic, estava pensat per als jocs exclusius de la consola, encara que alguns eren compatibles també amb els darrers ordinadors de Fujitsu que incorporaven lector; la compatibilitat de cada joc amb la resta de la línia Towns estava indicada en la frontera de llurs caixes.
Entre els jocs més destacats, les adaptacions del Super Street Fighter II, Tatsujin Ou, Puyo Puyo, Splatterhouse, Viewpoint, Raiden Densetsu, Turbo Out Run i Pu-Li-Ru-La; de jocs exclusius, el meca (robot) Alltynex; i, dels ja publicats abans per als PC Towns Marty, les aventures gràfiques de Lucasfilm Games com Monkey Island 2: LeChuck’s Revenge, en la versió més completa.